# 1416
1416 (MCDXVI) var ett skottår som började en onsdag i den julianska kalendern.

## Händelser

### Okänt datum
- Fred sluts mellan Kalmarunionen och Lübeck under Lolland.
- I ett brev från Vadstena angående fiskerättigheter i Vättern omnämns ett mekaniskt ur för första gången i Sverige. Det talas där om att "säjarklockan skulle slå tio".

## Födda
- 26 februari – Kristofer av Bayern, kung av Danmark från 1440, av Sverige från 1441 och av Norge från 1442 till 1448.
- Mara Branković, serbisk prinsessa och osmansk diplomat.

## Avlidna
- 19 oktober – Peder Jensen Lodehat, dansk biskop och politiker.